# Stadsbrand van Medemblik (1555)
De Grote Brand van Medemblik was een ramp in de Hollandse stad Medemblik in het jaar 1555.
Tijdens een onweersbui in april van dat jaar boven Medemblik sloeg de bliksem in op de stadhuistoren en veroorzaakte een grote stadsbrand. De inwoners probeerden het vuur te blussen, maar binnen een paar uur sloeg het over op een van de vele houten huizen in het stadje. Alle drie de kloosters in de stad brandden af en de Bonifaciuskerk zakte in, waarbij alleen de stenen toren overeind bleef. Toen de brand woedde, luidde de torenwachter van de Bonifaciuskerk de drie ton zware klok zo hard, dat de klok barstte. Twisk, Opperdoes, Wervershoof en Onderdijk zagen de stad afbranden en inwoners kwamen naar Medemblik om te helpen met het blussen. Veel mensen vluchtten weg naar Kasteel Radboud, maar toch stierven veel mensen. In de haven ontplofte een kruitschip waardoor nog eens veel mensen omkwamen. In vijf dagen veranderde de handelsstad in een ruïne van as en smeulend hout. Van de gebouwen bleven alleen Kasteel Radboud en de genoemde kerktoren gespaard. In hetzelfde jaar werd begonnen met de herbouw van de stad. 
Het kruitschip is verdwenen, waarschijnlijk gezonken, en archeologen hebben tot vandaag het schip nog niet gevonden. Wel zijn verbrande houten balken in de bodem van het IJsselmeer gevonden.

## De jaren erna
In 1555 werd begonnen met de herbouw van de Grote Kerk en werd de stad uitgebreid naar het zuiden: het tegenwoordige, moderne Westereiland. Ook werd begonnen met het graven van de Pekelharinghaven. De regering in Brussel hielp de stad door haar burgers voor tien jaar twee derde van de belastingen kwijt te schelden.
Binnen een paar jaar was de stad in steen herbouwd. Men had geleerd wat brand met houten gebouwen kan doen. In 1589 begon men met het graven van de Oosterhaven. Daardoor werd de stad weer snel opgebouwd. De stadsmuur werd uitgebreid en in de 17e eeuw had Medemblik een sterpuntige vestingwal.